# Loigné-sur-Mayenne
Loigné-sur-Mayenne is een plaats en voormalige gemeente in het Franse departement Mayenne (regio Pays de la Loire) en telt 704 inwoners (1999). De plaats maakt deel uit van het arrondissement Château-Gontier. Loigné-sur-Mayenne is op 1 januari 2019 gefuseerd met de gemeente Saint-Sulpice (Mayenne) tot de gemeente La Roche-Neuville. 

## Geografie
De oppervlakte van Loigné-sur-Mayenne bedraagt 20,7 km², de bevolkingsdichtheid is 34,0 inwoners per km².
De onderstaande kaart toont de ligging van Loigné-sur-Mayenne met de belangrijkste infrastructuur en aangrenzende gemeenten.

## Demografie
Onderstaande figuur toont het verloop van het inwonertal (bron: INSEE-tellingen).